# إد غارفي
إد غارفي (بالإنجليزية: Ed Garvey) هو نقابي ومحامي أمريكي، ولد في 18 أبريل 1940 في برلنغتون في الولايات المتحدة، وتوفي في 22 فبراير 2017 في فيرونا في الولايات المتحدة.